# 尹施允
尹施允（1986年9月26日—），韓國男演員、模特兒。原本名尹東九，大學時期改了名字為尹施允。
參演MBC情景喜劇《穿透屋頂的High Kick！》正式出道。首次擔任主角的電視劇《麵包王金卓求》創下了最高 50.8% 的收視率，並憑藉“金卓求”一角獲得KBS演技大賞長篇劇部門優秀男演員獎 。2016年5月加盟 KBS 2TV 人氣綜藝《兩天一夜》成為固定新成員

## 演藝事業
- 2009年，首次在 KIM DONG RYUL 的 Solitary Voyage MV 中亮相。
- 2009年，參演 MBC 情景喜劇《穿透屋頂的High Kick！》正式出道。
- 2010年，首次擔任主角的電視劇《麵包王金卓求》創下了最高50.8%的收視率，並憑藉“金卓求”一角獲得KBS演技大賞獲得長篇劇部門優秀男演員獎以及與李英雅共同獲得KBS大賞最佳螢幕情侶獎 。
- 2010年7月，主演的首部電影《考死2：教學實習》上映[4]  。
- 2010年11月，參加韓國第31屆青龍電影節頒獎禮 [5] 。
- 2011年1月，作為頒獎嘉賓出席了《第20屆首爾歌謠大賞》[6]  。
- 2011年9月，客串情境喜劇《歡樂滿屋2：短腿的反擊》。
- 2011年10月，出演 MBC 水木劇《我也是花》[7]，劇中飾演紳士奢華裝扮的 CEO 身份與在停車場工作淘氣形象兩種反轉魅力[8]。
- 2012年5月，出演中韓合作電視劇《幸福的麵條》。
- 2013年1月，出演 tvN 電視劇《鄰家花美男》，劇中尹施允以陽光可愛的小榛子安立奎·金角色再次抓住了觀眾們的視線。
- 2013年4月，參演共同主持 SBS 綜藝節目《赤腳的朋友們》首播，被韓國媒體稱為“冉冉升起的綜藝新星”的藝能新人尹施允，以真誠，善良，樸實的性格和可愛的素顏形像初次活躍在全新綜藝節目上。
- 2013年12月，出演 KBS 2TV 新月火劇《總理與我》，在劇中以乾淨利落的短髮演繹著時而冷酷無情時而溫文爾雅的姜仁浩，展現不同演技。
- 2014年4月28日，同年2月拍攝韓劇《總理與我》時，自願申請海軍陸戰隊[9]在慶尚北道浦項市海兵隊教育訓練團低調入伍，同時克服懼水症。
- 2016年5月，友情客串 JTBC 金土連續劇《玉氏南政基》[10]。
- 2016年5月，尹施允以《魔女寶鑑》作為1月27日退伍後的回歸之作[11]。
- 2016年5月，確定加盟 KBS 2TV 人氣綜藝《兩天一夜》成為固定新成員[3]。

## 社會活動
- 2010年尹施允擔任了“忠清北道名譽”宣傳大使。12月15日參與了公益第8屆“天使們的信”的照片拍攝，變身愛心爸爸懷抱嬰兒宣傳[12]。

- 2013年5月10日，尹施允參與了由非牟利機構 Good Neighbors 與 SBS《希望TV》共同合作的義工活動[13]，為當地受苦的孩子們傳達了希望。此次活動在馬拉維共和國一共逗留了8天。

## 演出作品

### 電視劇
| 年份   | 電視台     | 劇名                  | 飾演                     | 備註       |
| ------ | ---------- | --------------------- | ------------------------ | ---------- |
| 2009年 | MBC        | 穿透屋頂的High Kick！ | 鄭俊赫                   |            |
| 2010年 | KBS        | 麵包王金卓求          | 金卓求                   |            |
| 2011年 | tvN        | 不可思議愛上你        | 朴克社長的兒子           | 第13集客串 |
| 2011年 | MBC        | 我也是花              | 徐在熙                   |            |
| 2012年 | MBC        | High Kick！短腿的反击 | 朴河宣的初戀             | 第88集客串 |
| 2013年 | tvN        | 鄰家花美男            | 安立奎金                 |            |
| 2013年 | 浙江衛視   | 幸福的麵條            | 姜秀燦                   |            |
| 2013年 | KBS        | 總理與我              | 姜仁浩                   |            |
| 2016年 | JTBC       | 玉氏南政基            | 新進員工                 | 第16集客串 |
| 2016年 | JTBC       | 魔女寶鑑              | 許浚                     |            |
| 2017年 | MBC        | 三色幻想－生動戀愛    | 蘇仁誠                   |            |
| 2017年 | KBS        | 最佳的一擊            | 劉賢在（金多鳳）         |            |
| 2018年 | TV朝鮮     | 在你背上扣球          | 尹施允                   | 第44集客串 |
| 2018年 | TV朝鮮     | 大君－繪製愛情        | 李徽                     |            |
| 2018年 | SBS        | 致親愛的法官大人      | 韓江浩／韓秀浩           |            |
| 2019年 | SBS        | 綠豆花                | 白利賢                   |            |
| 2019年 | SBS        | 絕對達令              | 尹施允                   | 第2集客串  |
| 2019年 | tvN        | 精神病患者日記        | 陸東植                   |            |
| 2020年 | Tooniverse | X-Garion              | VIP                      | 第43集客串 |
| 2020年 | OCN        | Train                 | 徐道元                   |            |
| 2021年 | WAVVE      | You Raise Me Up       | 都勇植                   |            |
| 2021年 | TVING      | 酒鬼都市女人們        | 韓宇宙（親切的摺紙先生） | 特別出演   |
| 2022年 | KBS        | 現在很美麗            | 李賢在                   |            |
| 2022年 | TVING      | 酒鬼都市女人們2       | 韓宇宙（親切的摺紙先生） |            |
| 2025年 | SBS        | 模範計程車3           |                          | 特別出演   |

### 電影
| 年份   | 片名                   | 角色   |
| ------ | ---------------------- | ------ |
| 2010年 | 《血之期中考2》        | 尹關宇 |
| 2014年 | 《白專家》             | 白世鎮 |
| 2022年 | 《誕生》               | 金大建 |
| 2023年 | 《当我们的爱成为香气》 | 金昌秀 |

### 微電影
| 年份   | 劇名                | 角色   |
| ------ | ------------------- | ------ |
| 2012年 | 《BRAND GUARDIANS》 | 夏宇宙 |

### MV
| 年份   | 歌手   | 歌曲                    |
| ------ | ------ | ----------------------- |
| 2009年 | 金東律 | 《孤獨的航行》          |
| 2010年 | 朴孝信 | 《渴望愛情》            |
| 2017年 | 申彗星 | 《那個位置》Still There |

## 綜藝節目
| 日期                         | 節目名稱                 | 播出頻道  |
| ---------------------------- | ------------------------ | --------- |
| 2013年4月21日—2013年11月17日 | 《赤腳的朋友們》固定成員 | SBS       |
| 2016年5月1日—2019年3月10日   | 《兩天一夜3》固定成員    | KBS       |
| 2018年8月31日—2018年9月21日  | 《叢林法則4》沙巴篇      | SBS       |
| 2019年2月20日—2019年3月13日  | 《戀愛DNA研究所X》固定MC | MBN       |
| 2020年3月25日—2020年7月8日   | 《Heart Signal 3》固定MC | Channel A |
| 2021年10月6日—2021年11月10日 | 《國際夫婦2》固定MC      | MBN       |

## 音樂作品

### 個人專輯
| 專輯 # | 專輯名稱 | 專輯類型 | 發行公司 | 發行日期 | 曲目 |
| ------ | -------- | -------- | -------- | -------- | ---- |

### 單曲
- 2010年2月9日：《穿透屋頂的High Kick！》OST Part2 2.〈내게 오는길〉

- 2010年3月15日《穿透屋頂的High Kick！》OST Special Edition 5.〈내게 오는길 (Studio Ver.)〉

- 2010年4月14日 T-ara&尹施允的《Bubi Bubi》OST Part1 1.〈잠이 깨면〉

- 2010年4月14日 T-ara&尹施允的《Bubi Bubi》OST Part1 2.〈너에게 간다〉

- 2010年4月29日《Bubi Bubi》OST Part2 1.〈너에게 간다〉

- 2010年5月9日《Bubi Bubi》OST The Complete 2.〈너에게 간다〉

- 2010年5月9日《Bubi Bubi》OST The Complete 9.〈잠이 깨면 (Radio Edit.)〉

- 2013年2月15日《鄰家花美男》OST Part 5.<사귀고 싶어>

- 2013年8月19日《SBS 赤腳的朋友們 My story My song》OST〈爺爺的自行車〉

- 2017年6月2日《最佳的一擊》OST 說出來（J2 Feat.洪京民）

- 2018年4月6日：《YOU'RE LIKE SPRING (봄을 닮은 너)》 - 由尹施允本人作詞的韓語歌。

- 2018年6月2日：《말해줄게 Yoon Si Yoon - Tell you 》 - 由尹施允本人作詞的韓語歌。

## 獎項記錄
| 年份   | 典禮                       | 獎項                          | 作品                  | 結果 |
| ------ | -------------------------- | ----------------------------- | --------------------- | ---- |
| 2009年 | 第9屆MBC演藝大賞           | 情境喜剧部門新人獎            | 穿透屋頂的High Kick！ | 提名 |
| 2009年 | 第9屆MBC演藝大賞           | 最佳情侶獎（與申世景）        | 穿透屋頂的High Kick！ | 獲獎 |
| 2010年 | 第46屆百想藝術大獎         | 男子新人演技獎                | 穿透屋頂的High Kick！ | 提名 |
| 2010年 | 第3屆韓國電視劇節          | 男子新人賞                    | 麵包王金卓求          | 獲獎 |
| 2010年 | 第18屆大韓民國文化藝術大賞 | 優異人氣賞                    | 麵包王金卓求          | 獲獎 |
| 2010年 | 第11屆大韓民國藝術大獎賽   | 男子演藝獎                    | 麵包王金卓求          | 獲獎 |
| 2010年 | 第24屆KBS演技大賞          | 長篇劇男子優秀演技獎          | 麵包王金卓求          | 獲獎 |
| 2010年 | 第24屆KBS演技大賞          | 男子新人獎                    | 麵包王金卓求          | 提名 |
| 2010年 | 第24屆KBS演技大賞          | 最佳情侶獎（與李英雅）        | 麵包王金卓求          | 獲獎 |
| 2011年 | 第47屆百想藝術大賞         | 男子最優秀演技獎              | 麵包王金卓求          | 提名 |
| 2011年 | 第47屆百想藝術大賞         | 男子人氣獎                    | 麵包王金卓求          | 提名 |
| 2012年 | 第48屆百想藝術大賞         | 男子人氣獎                    | 我也是花              | 提名 |
| 2012年 | 華娛                       | 華娛十大紅人                  |                       | 獲獎 |
| 2016年 | 第15屆KBS演藝大賞          | 綜藝部門男子新人賞            | 兩天一夜              | 獲獎 |
| 2018年 | 第13屆Soompi Awards        | 年度最佳男演員獎              | 最佳的一擊            | 提名 |
| 2018年 | 第6屆APAN Star Awards      | 中篇劇男子優秀演技賞          | 大君－繪製愛情        | 提名 |
| 2018年 | 第3屆亞洲明星盛典          | 演員部門人氣獎                |                       | 提名 |
| 2018年 | 第16屆KBS演藝大賞          | 最佳藝人獎                    | 兩天一夜              | 獲獎 |
| 2018年 | 第16屆KBS演藝大賞          | 綜藝部門優秀獎                | 兩天一夜              | 提名 |
| 2018年 | 第25屆SBS演技大獎          | 水木劇男子優秀演技獎          | 致親愛的法官大人      | 獲獎 |
| 2019年 | 第26屆SBS演技大獎          | 中篇劇男子優秀演技獎          | 綠豆花                | 提名 |
| 2022年 | 第8屆APAN Star Awards      | 連續劇男子最優秀演技獎        | 現在很美麗            | 提名 |
| 2022年 | KBS演技大獎                | 男子最優秀演技獎              | 現在很美麗            | 提名 |
| 2022年 | KBS演技大獎                | 長篇電視劇部門 男子優秀演技獎 | 現在很美麗            | 獲獎 |
| 2022年 | KBS演技大獎                | 最佳情侶獎（與裴多彬）        | 現在很美麗            | 獲獎 |
| 2023年 | 第28届春史电影奖           | 最佳新人男演员                | 诞生                  | 提名 |

## 外部連結
- 官方网站
- 尹施允的Instagram帳戶
- 尹施允的新浪微博
- MOA Entertainment的Instagram帳戶
- 尹施允 （页面存档备份，存于）的Daum Cafe專頁
- 官方網站 （页面存档备份，存于）（日語）